# Béa-Nana
Béa-Nana, est une  commune rurale de la préfecture de Nana-Mambéré, en République centrafricaine. 

## Géographie
La commune de Béa-Nana s’étend à l’ouest de la ville de Bouar, La plupart des villages sont situés sur l’axe Bewiti-Niem et d’autre part Bouar-Baboua, route nationale RN3.
| Gaudrot | Niem-Yéléwa | Doaka-Koursou   |
| Baboua  | Béa-Nana    | Yénga           |
| Fô      | Bingué      | Zotoua-Bangarem |

## Villages
Les principaux villages de la commune sont : Béa-Haoussa, Bewiti, Dika 1 et Bounouméa.
En 2003, la commune rurale compte 32 villages recensés : Bea-Bogouna, Béa-Haoussa, Befio Nana, Bello, Bewiti, Bouba, Noumea, Damoura, Dankale, Dare, Deheteme, Dika 1, Dika2, Doyama Nana, Feiloye, Gaizeina, Garoua, Jolisoir, Kela Bokpane, Mbangue1, Mbangue2, Nana Fiobona, Ndengue, Nenefio, Volom, Yangay, Zalingo, Zaoro Kombo, Zaorodana, Zaoro-Doua, Zon-Te, Zoukoro, Zoungbe.

## Éducation
La commune compte 2 écoles publiques à Garoua-Soungbédé et à Béa.